# Chailly-lès-Ennery
Chailly-lès-Ennery település Franciaországban, Moselle megyében. Lakosainak száma 404 fő (2022. január 1.). Chailly-lès-Ennery Antilly, Argancy, Ennery, Flévy és Vigy községekkel határos.

## Népesség
A település népességének változása:
| Lakosok száma | 197  | 230  | 254  | 336  | 322  | 347  | 381  | 420  | 425  | 404  |
|               | 1968 | 1982 | 1990 | 2006 | 2013 | 2015 | 2017 | 2019 | 2020 | 2022 |